# Друга велика лондонська пожежа
Друга велика лондонська пожежа (англ. Second Great Fire of London) — пожежа, яка відбулася в Лондоні 29-30 грудня 1940 року і була спричинена бомбардуванням (у рамках «бліцу») з боку нацистської Німеччини. Рейд Люфтваффе спричинив загоряння на більшій території, ніж під час Великої лондонської пожежі 1666 року, тому американський військовий кореспондент у Лондоні повідомив, що «почалася друга Велика лондонська пожежа». Загоряння відбулися внаслідок рейдів із застосуванням запальних бомб, через що було пошкоджено собор святого Павла, який охороняла бригада пожежників-добровольців на заклик прем'єр-міністра Вінстона Черчилля.

## Атака
Уночі з 29 на 30 грудня 1940 року близько 100 тисяч бомб (переважно невеликих запальних) були скинуті на місто. Німецьке командування направило до Великої Британії 136 бомбардувальників. Було скинуто менше бомб, ніж під час бомбардувань 15 листопада та 8 грудня. Під час рейду переважно атакували нежитлові квартали міста, де були такі об'єкти як церкви, склади та офісні приміщення. Більшість із них були зачинені, і на них не поширювався Наказ про пожежників (Fire Watchers Order) від вересня 1940 року, який стосувався закладів, у яких працюють щонайменше 30 осіб, складів площею понад 1400 м², лісопильних заводів та складів деревини, в яких наявно понад 50 тисяч кубічних метрів деревини.
Запальні бомби були основним видом озброєння, який використовувався тоді. Кожен зі 136 бомбардувальників був озброєний 180 бомбами розміром 12 × 3 дюйми (30 × 8 см), які містили Магній, через що місце їхнього падіння загорялося. Під час рейду почалося близько 1500 пожеж.

## Ліквідація наслідків
Роботі пожежників заважала нестача води для гасіння пожеж. Головна водозбірна споруда у Лондонському Сіті була знищена бомбою. Підрозділи пожежників намагалися взяти воду з гідрантів, що спричинило падіння тиску води. Невдалими були намагання взяти воду з річки Темза через відпливи. Ще більших труднощів завдав вітер.
Під час атаки загинули близько 160 осіб, 12 із них — пожежники; ще 250 осіб отримали поранення.

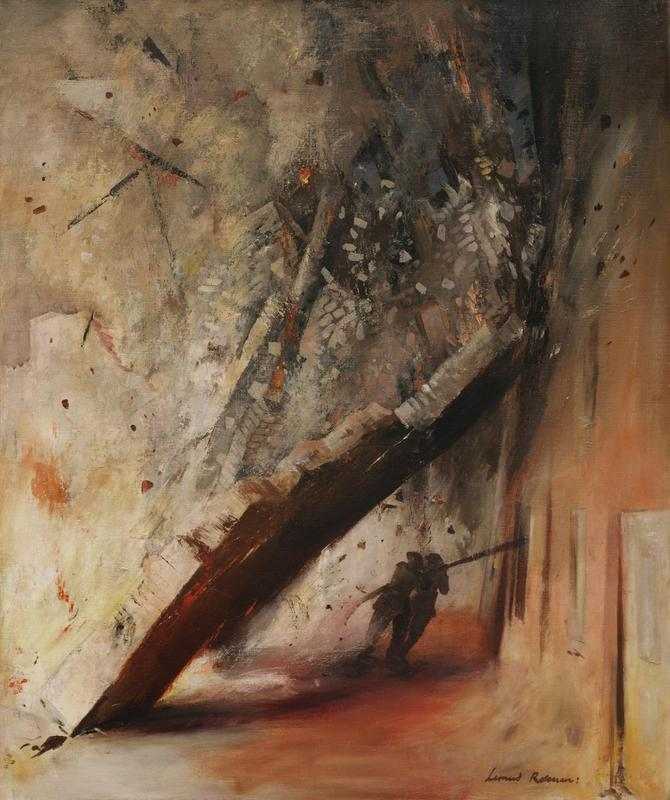
Леонард Розоман. Будинок падає на двох пожежників, Шу-лейн, Лондон, EC4, грудень 1940

Митець Леонард Розоман у ніч рейду служив у допоміжній пожежній бригаді. Під час гасіння пожежі на провулку Шу-лейн він передав шланг іншому пожежникові. За кілька секунд стіна, біля якої Розоман передав шланг, обвалилася і вбила двох пожежників. Розоманові цей інцидент запам'ятався на все життя, і він зобразив його на картині «Будинок падає на двох пожежників, Шу-лейн, Лондон, EC4». Вільям Семсон, друг Розомана, прозаїк та письменник-мандрівник, який забирав у нього шланг, не загинув під час інциденту.
Сем Шово із Лондонської пожежної бригади згадував:
|  | Коли ми закінчили гасити пожежі на даху [Фондової] біржі, небо, яке набрало чорного кольору, коли ми вперше піднялися туди, тепер змінило колір на жовто-оранжевий. Виглядало так, ніби було величезне коло вогню, включно з подвір’ям Собору Святого Павла. |

## Собор святого Павла
Собор святого Павла та території навколо нього були пошкоджені 28 бомбами. Прем'єр-міністр Вінстон Черчилль видав заклик, у якому сказав, що «Собор святого Павла має бути врятований будь-якою ціною».
Рано-вранці 30 грудня була зроблена фотографія «St Paul's Survives», яка стала одним із символів британського опору під час битви за Британію. Її автором був Герберт Месон — головний фотограф Daily Mail. Світлина зроблена з даху головного офісу видання у Норзкліфф-гауз на Тюдор-стріт, поблизу Фліт-стріт. Месон так описав процес створення фото:
|  | Я час від часу фокусувався, коли великий купол вимальовувався крізь дим. Відблиски багатьох вогнищ і широкі клуби диму продовжували приховувати форму. Потім здійнявся вітер. Раптом сяючий хрест, купол і вежі виділялися як символ у пеклі. Сцена була неймовірною. У ту чи іншу мить я відпустив затвор. |

Вважається, що камера Van Neck була на скляному негативі з четвертною пластиною. Журнал Королівського фотографічного товариства «Photographic Journal» зазначив про яскравість сцени, констатувавши, що «світло, яке було доступне для миттєвої експозиції, є ознакою лютості та масштабу пожежі».
Пам'ятку оберігали пожежники-добровольці, які входили до Варти собору святого Павла. Уперше такі загони створили під час Першої світової війни. Тоді вони мали захищати пам'ятку від рейдів німецьких цепелінів. Загони сформували заново після початку Другої світової війни, щоб захистити собор від можливих німецьких авіанальотів.
Американський кореспондент Ерні Пайл спостерігав за рейдом і залишив такі свідчення:
|  | У темні-темні простори під нами, поки ми спостерігали, падали цілі партії запальних бомб. Ми побачили, як за дві секунди вилетіли два десятки [бомб]. Вони жахливо спалахували, а потім швидко кипіли до сліпучо-білих точок, люто палаючи... Найбільша з усіх пожеж була прямо перед нами. Здавалося, полум’я здіймалося на сотні футів у повітря. Рожево-білий дим здійнявся вгору у вигляді великої хмари, і з цієї хмари поступово набув форми — спершу настільки ледь помітно, що ми не були впевнені, що правильно бачили — гігантський купол собору святого Павла. Собор святого Павла був оточений вогнем, але все минулося. Він стояв там у своїх величезних розмірах — повільно ставав все чіткішим і чіткішим, як об’єкти набувають обрисів на світанку. Це було схоже на зображення якоїсь чудотворної постаті, яка постає перед спраглими миру солдатами на полі бою. |

## Наслідки
Видавнича галузь зазнала значних збитків від рейду. Ейв-Марія-Лейн та Патерностер-Роу, райони, які з XIX століття були осередками видавничої справи у Лондоні та торгівлі книжками, зазнали значних пошкоджень, а будівлі та фонди 20 видавництв були повністю або частково знищені. Будівля Stationers' Hall, сусідні офіси, кілька книжкових магазинів, зокрема Simpkin Marshall, були втрачені. Близько 5 млн книг було спалено під час пожеж.